# Dampierre-sur-Moivre
Dampierre-sur-Moivre är en kommun i departementet Marne i regionen Grand Est (tidigare regionen Champagne-Ardenne) i nordöstra Frankrike. Kommunen ligger i kantonen Marson som tillhör arrondissementet Châlons-en-Champagne. År 2022 hade Dampierre-sur-Moivre 110 invånare.

## Befolkningsutveckling
Antalet invånare i kommunen Dampierre-sur-Moivre
| Referens: INSEE |